# 紫水晶
紫水晶（amethyst），也称作紫石英，是水晶的一种紫罗兰色变体，通常用作宝石。其名称来自于古希腊语的 ἀ a-（“不”）和 μέθυστος methustos（“醉”），因为相信紫水晶可以保护其主人不醉，古希腊人佩戴紫水晶并且使用紫水晶制造酒器。它是水晶的一种，是一种半珍贵宝石，也是二月的传统诞生石。

## 性质
紫水晶是水晶（SiO2）的一种紫罗兰色变体，其紫色是由辐射或铁（有时和其他过渡金属杂质同时出现）等杂质造成的复杂的晶格置换而产生的。

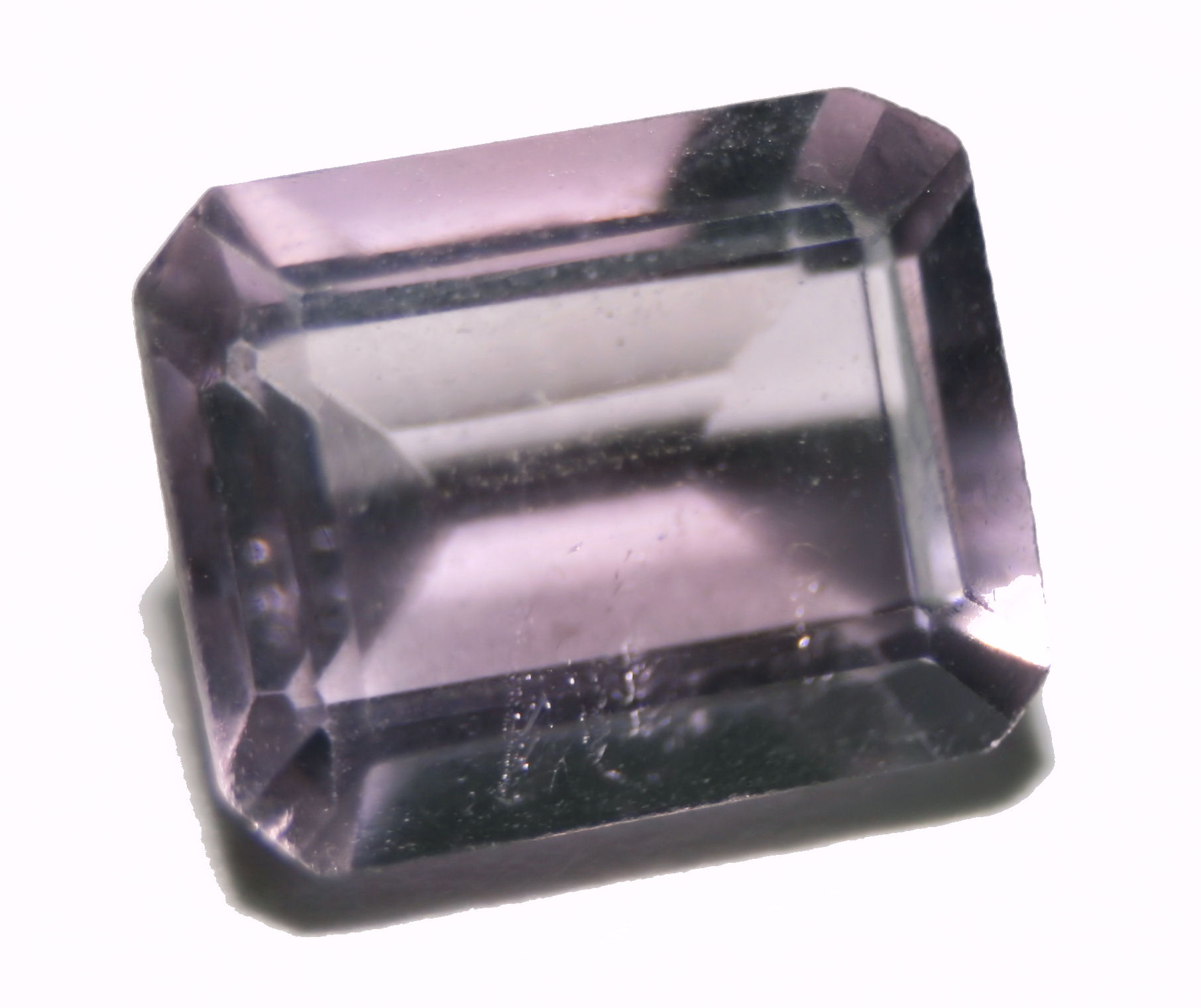
方形切割的紫水晶。

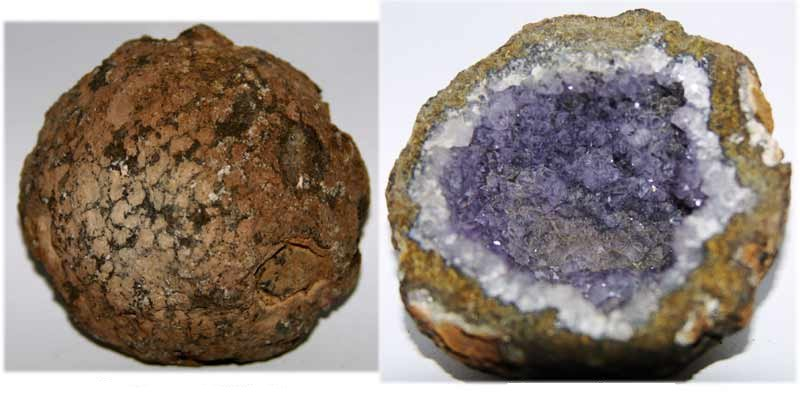
紫水晶晶体在岩石内部空腔生长所形成的晶洞。

## 颜色
紫水晶的主色调可以为浅紫罗兰色至深紫色。它有可能显示红色和蓝色中的一种或两种副色调。最好的紫水晶出产自西伯利亚、斯里兰卡、巴西和远东。理想品質的紫水晶被称作“Deep Siberian”，其具有 75-80% 的紫色主色调和 15-20% 的蓝色和（取决于光照条件）红色副色调。紫藍色色調的紫水晶通常比紫紅色色調色價格貴。绿色的水晶有时被错误地称为绿紫水晶，但实际上其矿物学名称应该为堇云石（Prasiolite）。
紫水晶通常有与晶体表面平行的长条状色带，深浅差别很大。在宝石加工艺术中，有一种工艺将紫水晶按照特定方式切割后，可以使得到的成品宝石整体呈现相同的颜色。紫水晶中的紫色调经常只在宝石表面出现一薄层，或颜色不均匀，使得其切割变得困难。
研究表明紫水晶颜色的来源来自二氧化硅结构中存在的离子半径较大的微量元素在辐射作用下被三价铁离子（Fe3+）取代。并且在一定程度上，紫水晶的颜色可以自然形成，即使铁的含量很低。天然紫水晶具有紫红色和蓝紫色的二色性，但加热后会转变为橙黄色、棕黄色或深棕色，类似于黄水晶，但是会失去二色性，与天然黄水晶有所区别。部分加热后，紫水晶会转变为紫黄晶。
如果在光线下暴露过长时间，紫水晶会褪色，但再次辐射后颜色会加深。

## 历史

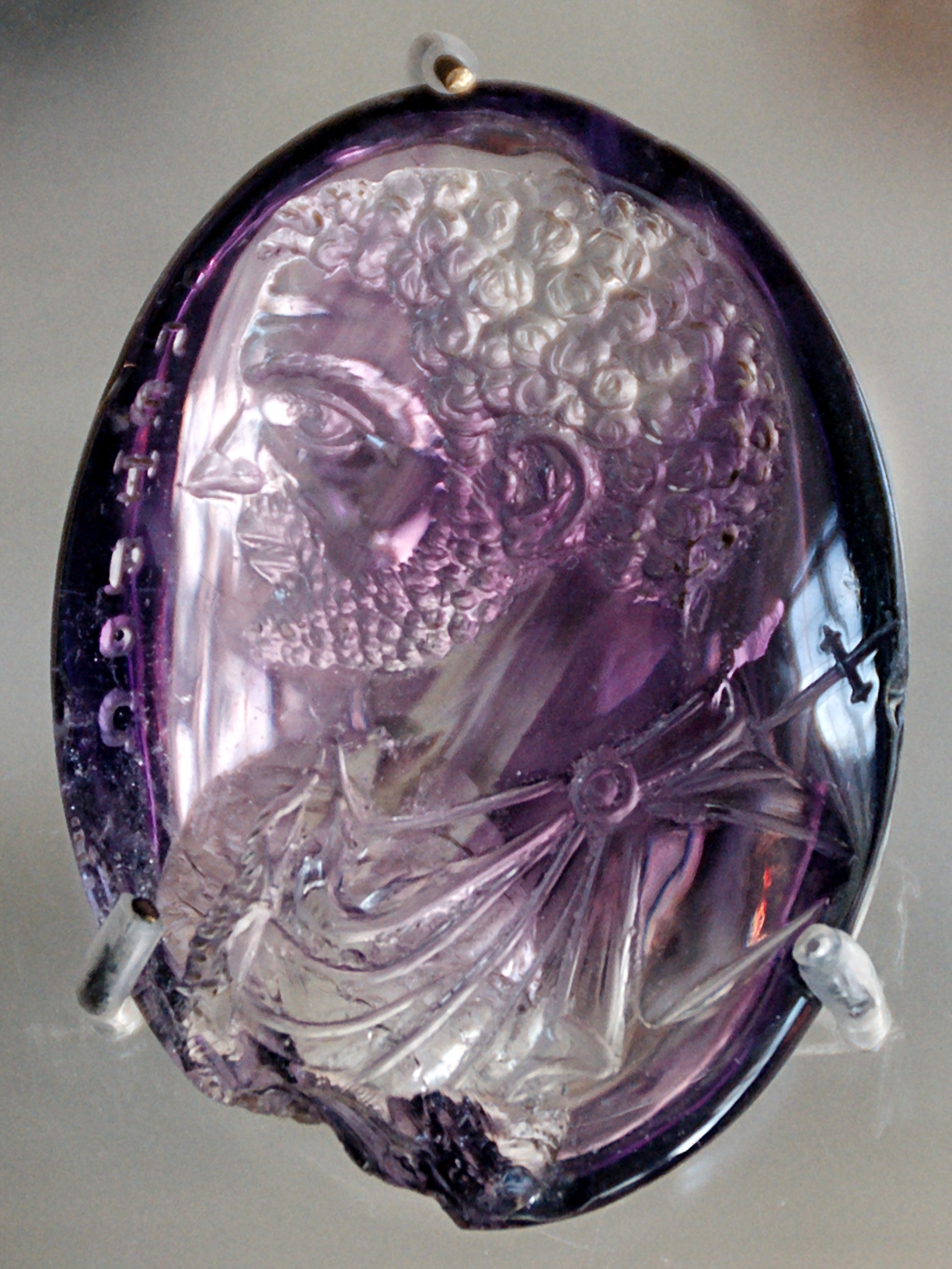
罗马帝国时期的紫水晶凹刻卡拉卡拉皇帝像，曾藏于圣礼拜堂。

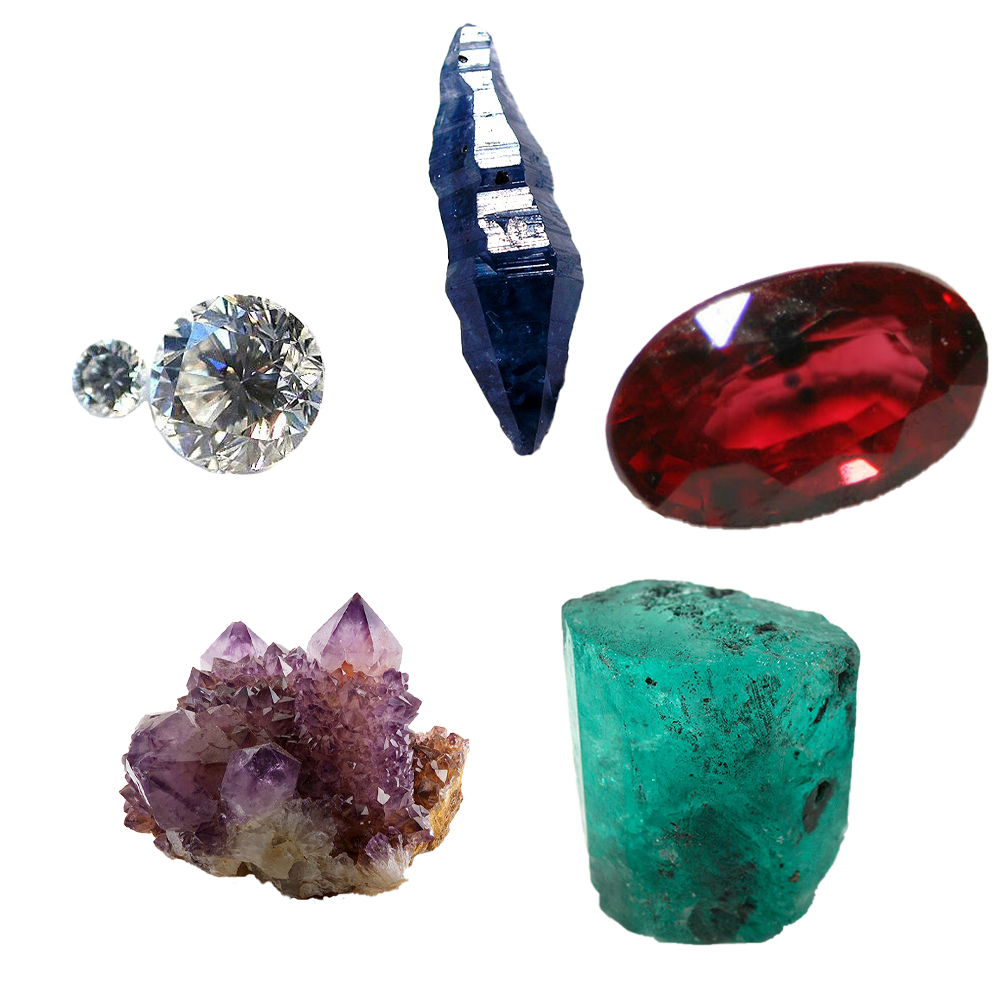
传统的五种最珍贵宝石。从顶部顺时针：蓝宝石、红宝石、祖母绿、紫水晶和钻石。

紫水晶曾被古埃及人用作宝石，在古代经常被用做凹刻宝石。
古希腊人认为紫水晶可以使人不醉。中世纪欧洲士兵相信在战斗中佩戴紫水晶护身符可以疗伤，并且起到镇静效果。在英国的盎格鲁-撒克逊人墓穴中发现了粒状的紫水晶。西方天主教的主教通常佩戴镶嵌紫水晶的教会戒指，此典故来自于《圣经》使徒行传 2:15 中关于使徒们在五旬节时“不醉”的描述。

## 合成紫水晶
合成紫水晶可以透过用 γ 射线、X-射线或电子流辐射预先掺入三价铁离子杂质的水晶得到。加热后，辐射的作用可以被部分消除，使得紫水晶变成黄色甚至绿色，所以很多黄水晶、茶晶和黄色水晶珠宝仅仅是加热过的紫水晶。
合成紫水晶可以达到顶级天然紫水晶的品質。它们的理化性质极为接近，以至於只有透过较先进（也比较昂贵）的宝石鉴定技术才能区分开来。透过鉴定晶体的巴西律孪晶现象可以较容易地鉴别合成紫水晶。具有孪晶现象的紫水晶也可以人工合成，但是此种紫水晶在市场上并不多见。

## 产地
巴西米纳斯吉拉斯州大量出产紫水晶，尤其是在火山岩中以很大的晶洞形式出现。很多巴西西南部和乌拉圭出产的中空状玛瑙中都含有一些紫水晶晶簇。乌拉圭阿蒂加斯市和附近的巴西南里奥格兰德州大量出产世界品质最好的紫水晶。米纳斯吉拉斯州、马托格罗索州、圣埃斯皮里图州、巴伊亚州和塞阿腊州都是巴西的主要紫水晶出产地。
韩国也有紫水晶出产。世界最大的露天紫水晶矿脉位于奥地利下奥地利州的迈绍镇。俄罗斯出产大量高质量紫水晶，尤其是叶卡捷琳堡区的姆尔辛卡附近，以晶簇形式出现在花岗岩空腔中。印度南部也有很多紫水晶产地。非洲南部的赞比亚每年出产大约1000吨紫水晶，为世界最大紫水晶产地之一。
美国很多地区都有紫水晶产地，亚利桑那州、科罗拉多州、德克萨斯州、宾夕法尼亚州、北卡罗来纳州、缅因州、明尼苏达州、威斯康星州和密歇根州都有紫水晶出产。加拿大的安大略省和新斯科舍省有很多紫水晶产地，其中位于安大略省桑德贝市的紫水晶产地为北美规模最大。
赞比亚是全球最大的紫水晶生产国之一，年产量大约为 1000 吨。

## 价值
直到 18 世纪，紫水晶一直是传统的樞要寶石之一（其他包括钻石、蓝宝石、红宝石和祖母绿）。但是，自从在巴西等地发现了大量的紫水晶矿脉之后，它就失去了大部分价值。
收藏家追求其色彩的浓度，而尽可能地包括红色火彩。由于紫水晶有较大的晶体形式出产，一般不以克拉表示紫水晶的重量，这与其他价值随克拉数指数增长的宝石有所区别。决定紫水晶价值的最主要因素是其色彩的浓度。
最高质量的紫水晶（称作“Deep Russian”）非常罕见，所以其价值由收藏家的需求决定。但它的价值仍然比顶级的蓝宝石和红宝石（帕德玛蓝宝石或“鸽血红”红宝石）低了多个数量级。

## 文化含义
紫水晶被传统西方文化认为是二月的生辰石，也是结婚六周年纪念日宝石。紫水晶象征着宁静与安全，能够带来灵感和智慧，它的另一个寓意则象征爱情，代表忠贞与诚实。

### 希腊神话
酒神巴克斯与月亮女神起争执而感到不满，恰巧回家路上遇见美丽的少女Amethyst (为紫水晶原名)，趁机调戏少女泄愤。好在月亮女神及时搭救，将少女变成一块透明石头，酒神不久后便对于自己的鲁莽行为感到相当懊悔，于是将葡萄酒倒在石头上以示歉意，石头也随即变为葡萄酒的紫色，这就是紫水晶的命名与由来。

## 图集

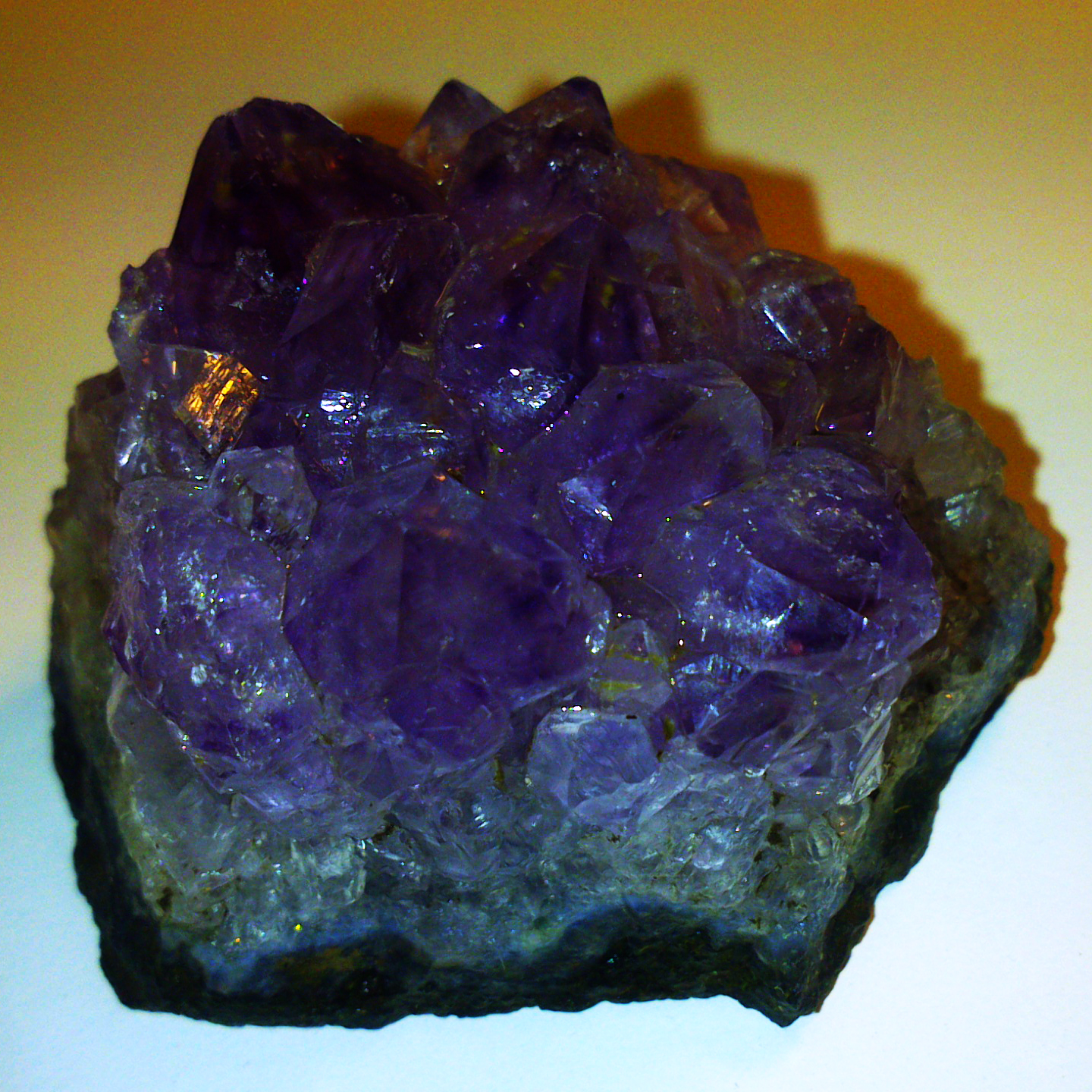
墨西哥格雷罗州出产的紫水晶。
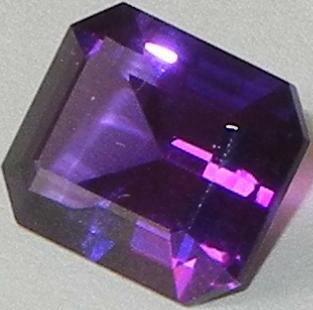
祖母绿切割的紫水晶。
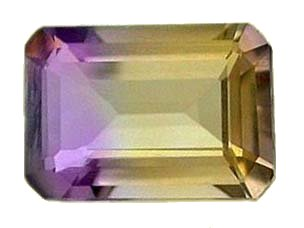
紫黄晶
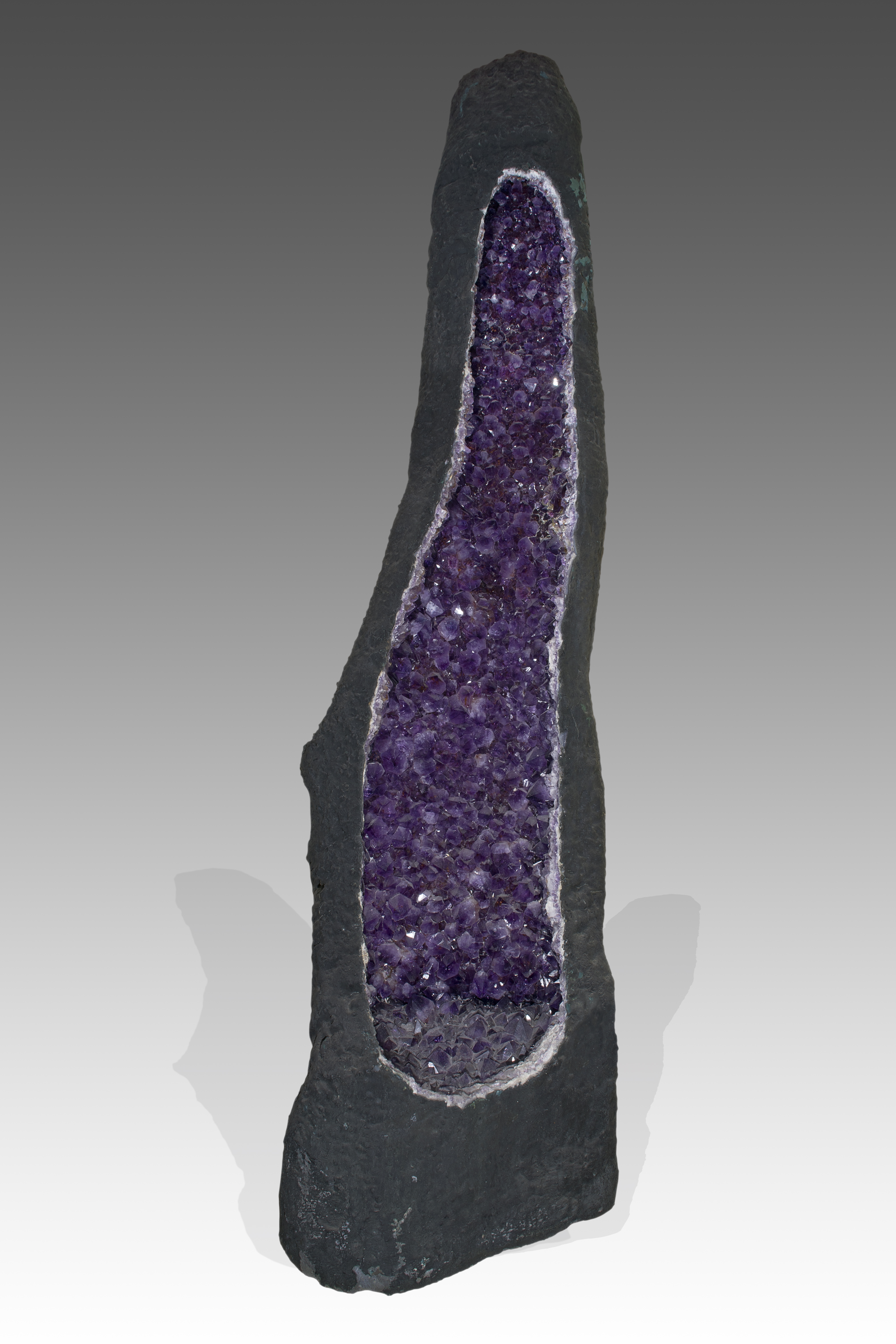
紫水晶晶洞。
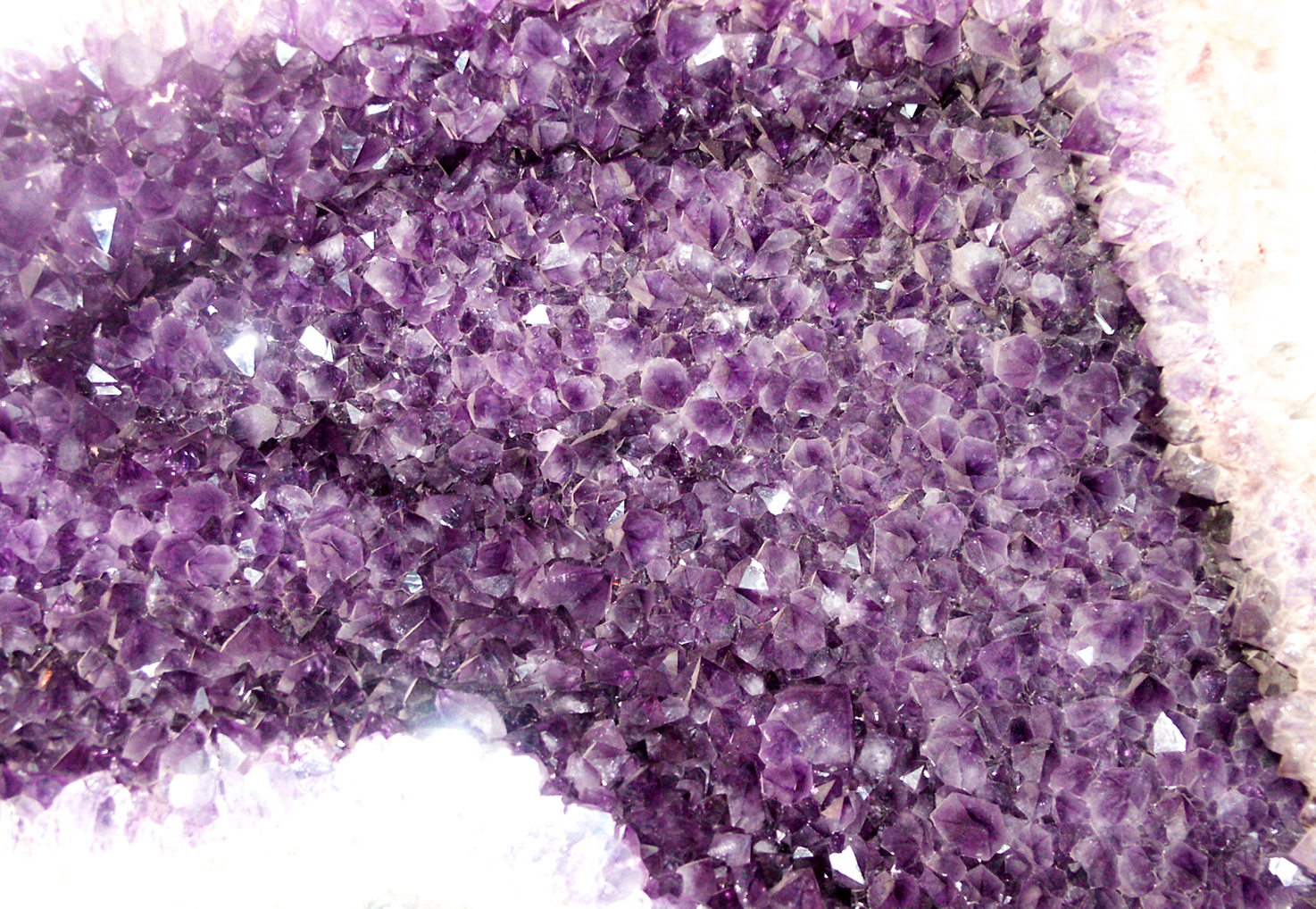
紫水晶晶簇。
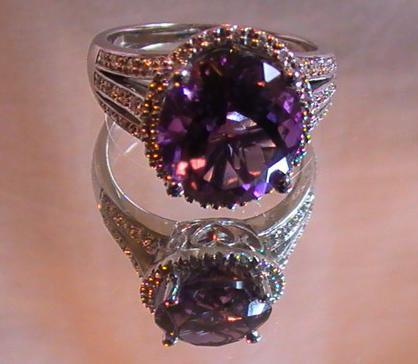
镶嵌紫水晶的戒指。